# 満洲日日新聞
満洲日日新聞（まんしゅうにちにちしんぶん）は、大日本帝国の勢力圏下にあった旧満洲（日本の租借地である関東州・満鉄附属地、および満洲国成立後は同国含む）で発行されていた日本語新聞（日刊紙）。1907年11月3日創刊。なお、1927年11月から1935年8月までと1944年5月から廃刊の1945年までの名称は満洲日報（まんしゅうにっぽう）であった。

## 概要
1907年（明治40年)10月、東京印刷社長の星野錫により「満洲日日新聞」として大連市（現・中華人民共和国遼寧省大連市）で創刊された。星野に新聞発刊を要請したのは南満洲鉄道総裁の後藤新平満鉄総裁であり、「満洲日日新聞」は満鉄の機関紙的存在であった。創刊当初の社主は星野錫、社長は新聞業務に明るい森山守次であった。
1907年11月3日の創刊号には、森山社長、後藤満鉄総裁をはじめとする政財界の有力者からの祝辞が寄せられた。また、創刊号には、広津柳浪、徳田秋声、三島霜川、斉藤弔花、昇曙夢、高浜虚子、徳富蘇峰、佐々木信綱、与謝野鉄幹、与謝野晶子、児玉花子、内藤鳴雪、夏目漱石、邑井一、三遊亭圓遊、中村不折など、当時活躍していた文学者や文化人の作品も掲載された。1908年1月1日以降の題字は、粛親王善耆が特に「満洲日日新聞」のために墨書したものであった。
1927年（昭和2年)11月1日「遼東新報」を合併して「満洲日報」と改題し、満洲国発足後の1935年（昭和10年）8月、同じく有力紙の「大連新聞」(1920年5月5日創刊)を合わせて「満洲日日新聞」に復題した。1938年（昭和13年）に奉天市（現・瀋陽市）に本社を移転、奉天・大連の同時発行で大連版は「大連日日新聞」となった。1944年5月、「満洲新聞」と合併して「満洲日報」となって敗戦に至る。
1909年（明治42年）11月5日および11月6日の本紙に夏目漱石の随筆「韓満所感」が掲載されたことでも知られる。
また、満洲映画協会（満映）の娯民映画所長（のち東映専務取締役）だった坪井与は、最初、満洲日日新聞社に入社した。